# Irving Stringham
Washington Irving Stringham o, simplement, Irving Stringham (1847-1909) va ser un matemàtic estatunidenc, que va organitzar el deparatment de matemàtiques de la universitat de Berkeley.

## Vida i Obra
Stringham va estudiar a l'escola primària de Topeka (Kansas) i després al Washburn College de la mateixa localitat. En acabar va començar els seus estudis universitaris a la Universitat Harvard on es va graduar el 1877, fortament influenciat per Benjamin Peirce. El 1878 va ser admès al programa de grau de la universitat Johns Hopkins, on va obtenir el doctorat, dirigit per James Joseph Sylvester i sota la tutela de William Edward Story.
Després de la seva graduació, va anar dos anys a Alemanya, on va estudiar a Leipzig amb Felix Klein. Després d'intentar perllongar la beca d'estudis sense èxit, va retornar als Estats Units, on va ser nomenat professor de matemàtiques a la universitat de Berkeley el 1882. Berkeley havia estat fundada el 1868 i, quan Stringham hi va arribar, tenia no gaire més de quatre-cents alumnes i només dos professors de matemàtiques, militars formats a West Point. Stringham va ser l'encarregat d'elevar el nivell del departament de matemàtiques fins a posar-lo a un nivell similar al d'altres universitats. Les tasques administratives d'aquest esforç el van impedir de continuar les seves recerques amb la intensitat que requerien.
El seu fill, Roland Irving Stringham (1892-1954), va ser un arquitecte força reconegut a la costa Oest. Un nebot seu, Frank Devello Stringham (1872-1931) va ser alcalde de Barkeley de 1923 a 1927.
Stringham va dirigir la primera tesi doctoral de matemàtiques llegida a la universitat de Berkeley (1901).